# Sličice po sekundi
Sličice po sekundi (eng. FPS - frames per second) je frekvencija (količina) u kojoj uređaj[koji?] izrađuje jedinstvenu sliku, te s više slika može nastati animacija. Pojam se odnosi i na filmove, videokamere, te na računala. Globalno se najviše koristi izraz "frames per second" (FPS).

## Ljudsko oko
Ljudsko oko u teoriji može vidjeti do čak 1000 sličica po sekundi, no više od 150 sličica po sekundi, neuvježbano oko ne može primijetiti. Uvježbano oko može primijetiti razliku do 240 sličica po sekundi. 